# El pecado de Julia
El pecado de Julia es una película argentina del género de drama filmada en blanco y negro dirigida por Mario Soffici sobre el guion de René Garzón y Tulio Demicheli según la obra La señorita Julia, de August Strindberg que se estrenó el 5 de junio de 1947 y que tuvo como protagonistas a Amelia Bence, Aída Luz, Alberto Closas y Milagros de la Vega.		

## Sinopsis
Trata acerca de los amores entre una dama aristócrata y un lacayo.

## Reparto
- Amelia Bence ... Julia
- Aída Luz ... Cristina
- Alberto Closas ... Juan
- Milagros de la Vega ... Karen
- Alberto Contreras
- Diana Cortesina
- Carlos Lagrotta
- María Esther Emery
- Juan Pecci
- Chela Cordero
- Diana Wells
- Ana Gryn
- Jorge Villoldo
- José María Navarro
- Pepita González
- Antonio Moro
- Ricardo Monner Sáns
- Carlos Rivas

## Comentario
Para Manrupe y Portela es una “interesante aproximación a un autor muy poco frecuentado, en el marco de adaptaciones extranjeras de Soffici” y el crítico Calki escribió en el diario El Mundo a propósito de este filme:

”Apresar el teatro de Strindberg (…) sobre todo en nuestro cine supone un esfuerzo considerable. Es cierto que el dramaturgo sueco estaba adelantado a su tiempo, pero el problema de La señorita Julia está fuera del nuestro (…) Suena inevitablemente  anticuado (…) hay grandes valores en este film nacional, encauzados erróneamente. Podrá tener algunos pecados su realización –de buscada calidad- pero el mayor ha estado en la elección del tema.”